# Ermita de San Antón (Villena)
La ermita de San Antón se encuentra en el casco antiguo de Villena (Alicante, España), en las cercanías de la plaza de Santiago. Su construcción data de, al menos, 1586 y tiene la condición de Bien de Relevancia Local, además de estar incluido en el BIC que conforma el centro histórico de la ciudad. En la actualidad se usa ampliamente como sala de exposiciones.
La ermita data del siglo XVI, siendo la primera mención que se conserva de ella de 1586. Consta que en 1709 ya se celebraban las fiestas de San Antón, que son por tanto unas de las más antiguas de Villena. Ese año hubo «habas y guijas, hoguera, toñas y fuegos de artificio», tradiciones las tres últimas que se han mantenido hasta la actualidad. En 1791 tuvieron lugar grandes obras de reparación en la ermita, que en el año 1996 amenazaba ruina. Por este motivo, la Asociación de Vecinos del Barrio de San Antón comenzó a realizar obras de restauración que culminaron 10 años después (2006).
Sobre la portada se alza una espadaña en la que se sitúa la campana. Ésta, denominada Sagrada Familia, se fundió en 1723 y fue restaurada en 2007.